# Detail
Noel Fisher, profissionalmente conhecido por Detail, é um produtor musical e artista musical de Detroit, Michigan.

## Carreira musical
No final de 2005, ele começou a ganhar reconhecimento na indústria da música como produtor, após uma parceria com o cantor americano de R&B Ray J, por produzir a maior parte de seu terceiro álbum Raydiation. Desde então, ele continuou a produzir faixas para Ray J, e expandiu o seu catálogo, trabalhando com outros artistas de destaque. Ganhou notoriedade quando co-escreveu e produziu o single "How to Love" de Lil Wayne em 2011, que foi certificado 4× platina pela Recording Industry Association of America (RIAA), assinando posteriormente um contrato com a Young Money Entertainment e Cash Money Records, como produtor. Como vocalista, fez sua estréia no álbum Rich Gang (2013), nas canções "Million Dollar", "100 Favors" e "Burn the House".

## Discografia
- 2013 - Rich Gang